# Cuvinte încrucișate
Cuvintele încrucișate reprezintă una dintre cele mai răspândite variante de exerciții mentale din lume. În România, rebus-urile (denumire incorectă pentru careurile de cuvinte încrucișate, deoarece rebusul este unul dintre genurile de probleme de enigmistică) și integramele sunt publicate constant, atât în cotidiane de top, cât și în reviste specializate dedicate acestor tipuri de probleme.

## Ce sunt cuvintele încrucișate?

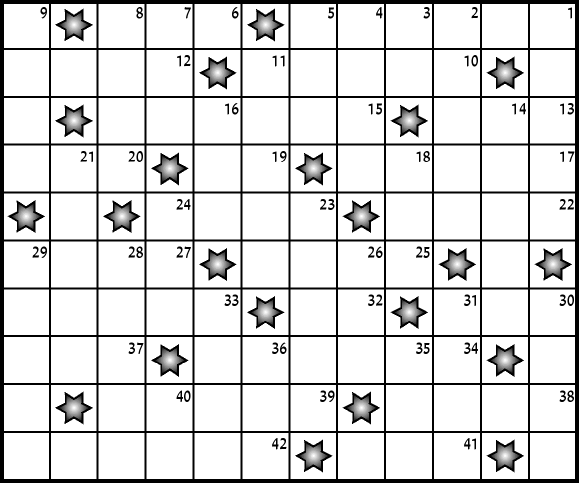
Careu ebraic de cuvinte încrucișate

Forma de prezentare este în general o grilă pătrată sau dreptunghiulară de căsuțe albe și negre; scopul urmărit este completarea spațiilor albe cu litere, astfel încât pe liniile orizontale și pe cele verticale să se formeze cuvinte (sau alte construcții, ca de exemplu porțiuni formate din mai multe cuvinte cuvinte consecutive din fraze celebre), despărțite de punctele negre. Pentru aceasta, sunt oferite definițiile cuvintelor care trebuie descoperite.
Careurile de cuvinte încrucișate au numerotate liniile și coloanele grilei (începând cu 1) și oferă, separat, lista de definiții ale cuvintelor din liniile orizontale și verticale, utilizând numerele acestora. Integramele includ definițiile în interiorul grilei, oferind pentru fiecare definiție o săgeată ce arată direcția pe care se află amplasat cuvântul corespunzător.

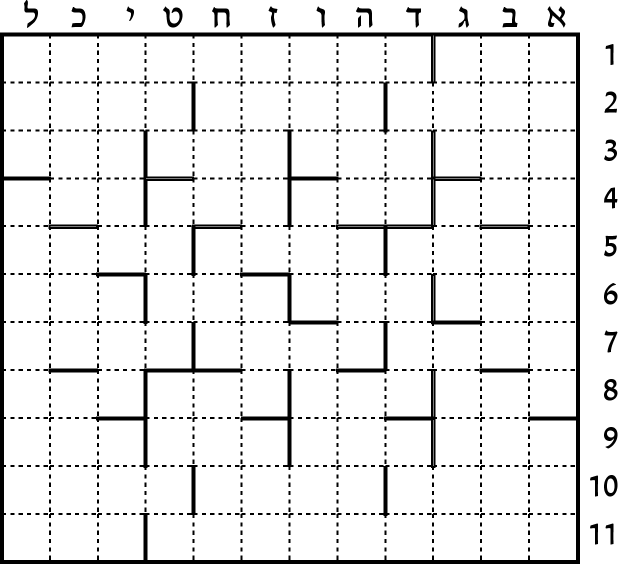
Careu ebraic de cuvinte încrucișate fără puncte negre și fără litere închise

Cuvintele încrucișate sunt populare în multe limbi, limbi care se folosesc de alfabete diverse. Alfabetele și regulile în care se scriu limbile impun diferențe la compunerea și prezentarea careurilor de cuvinte încrucișate - de exemplu, în limba ebraică direcția scrisului e de la dreapta la stânga și cuvintele sunt scrise fără majoritatea vocalelor. Lipsa vocalelor duce la cuvinte mai scurte, într-un careu cu cuvinte mai scurte e mai important să fie cât mai puține litere închise (o literă închisă participă la formarea unui singur cuvânt, orizontal sau vertical - literele deschise participă la formare de două cuvinte, unul orizontal și unul vertical), problemă care poate fi rezolvată prin careuri fără puncte negre și fără litere închise.

## Clasificare
- După conținut și forma de prezentare a careului propriu-zis
  - Careuri clasice:
    - comun;
    - enciclopedic de definiții și enciclopedic lingvistic;
    - didactic literar, didactic științific și didactic tehnic.

  - Careuri speciale:
    - enigmist surpriză și enigmist fantezie;
    - magic (cu orizontalul și verticalul la fel);
    - cu încrucișare oblică;
    - tridimensional;
    - cu fraze încrucișate;
    - cu silabe încrucișate (în fiecare câmp este înscrisă o silabă a cuvântului de pe linia corespunzătoare, orizontală sau verticală);
    - cu ilustrație interioară sau în ilustrație;
    - cuvinte încrucișate ilustrate (cu căsuțe sau definiții ilustrate);
    - cu date încrucișate sau cu încrucișare numerică.
- După tipul definițiilor
  - Careul cu temă
    - Definiții directe: 
      - definiții „de dicționar”;
      - definiții didactice (explicative - informative);
      - definiții „punct de vedere”
      - definiții distractive

    - Definiții figurative:
      - definiții rebusiste;
      - definiții „expresie”;
      - definiții umoristice (spirituale);
      - definiții literare (în versuri sau în proză);
      - definiții surpriză;
      - definiții „în manieră personală”

  - Careul fără temă
    - Definiții directe: 
      - definiții „de dicționar”;
      - definiții didactice (explicative - informative);
      - definiții „punct de vedere”
      - definiții distractive.

    - Definiții figurative: 
      - definiții rebusiste;
      - definiții expresie;
      - definiții umoristice (spirituale);
      - definiții literare (în versuri sau în proză);
      - definiții surpriză
      - definiții „în manieră personală”.

În anul 1913, pe 21 decembrie, era publicat, la New York, in ziarul "New York World", primul careu de cuvinte încrucișate, semnat de britanicul A. Wynne.

## Exemplu de careu de cuvinte încrucișate
În colțul din dreapta-sus al acestei pagini este prezentat un careu de cuvinte încrucișate.